# 纤维素

纖維素的結構式：葡萄醣通過β-1,4-糖苷鍵連接而成

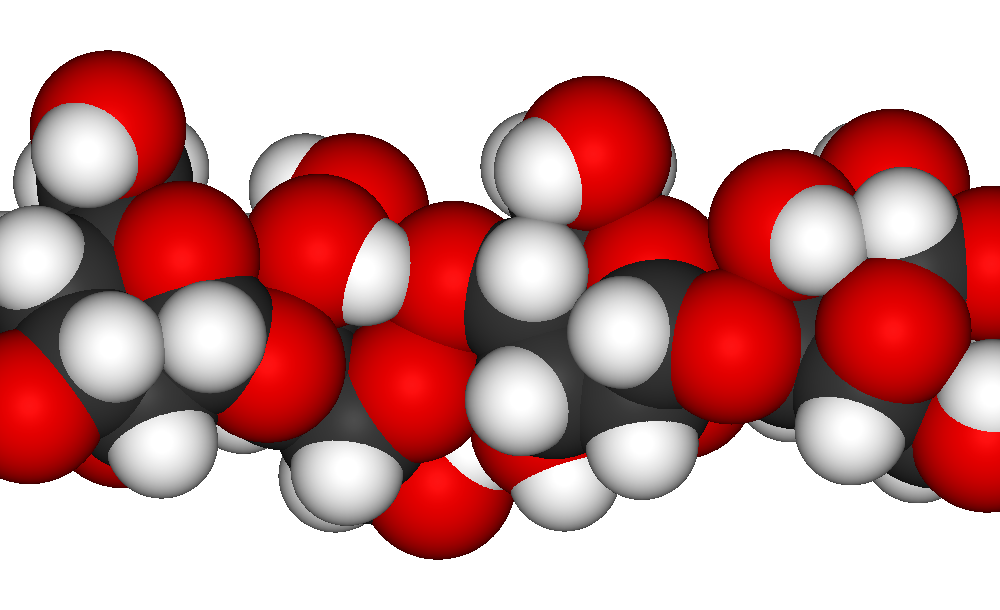
纖維素分子塡充模型圖

纤维素是一类有機化合物，其化學通式为(C
6H
10O
5)
n，是由幾百至幾千個β(1→4)連接的D-葡萄糖單元的線性鏈（糖苷键）組成的多醣。纖維素是綠色植物的、許多形式的藻類和卵菌的原代細胞壁的重要結構組分；一些種類的細菌分泌它以形成生物膜。纖維素是地球上最豐富的有機聚合物，是自然界中分布最广、含量最多的一种多醣，是组成植物细胞壁的主要成分。棉花、亚麻、苧麻和黄麻部含有大量优质的纤维素。棉花纤维中的纤维素含量是90%，木头中纤维素含量是40%-50%，干燥的麻中纤维素含量是57%。
天然纤维素为无味的白色丝状物。纤维素不溶于水、稀酸、稀碱和有机溶剂，但在加热的条件下会被酸水解，主要的生物学功能是构成植物的支持组织。

## 详细说明
纤维素是由葡萄糖组成的大分子多醣。不溶于水及一般有机溶剂。是植物细胞壁的主要成分之一。纤维素是世界上最丰富的天然有机物，占植物界碳含量的50%以上。棉花的纤维素含量接近100%，为天然的最纯纤维素来源。一般木材中，纤维素占40~50%，还有10~30%的半纤维素和20~30%的木质素。此外，麻、麦秆、稻甘蔗渣等，都是纤维素的丰富来源。纤维素是重要的造纸原料。此外，以纤维素为原料的产品也广泛用于塑料、炸药、电工及科研器材等方面。食物中的纤维素（即膳食纤维）对人体的健康也有着重要的作用。
反刍动物因在瘤胃中含有可分泌纤维素酶的微生物，如纤维杆菌、纤维素单胞菌、瘤胃球菌等而可以消化纤维素。
纤维素于1838年由法国化学家安塞姆·佩恩首次发现。

## 性质

植物的細胞壁

纤维素是D-葡萄糖以β-1,4-醣苷键组成的大分子多醣，分子量约50,000~2,500,000，相当于300~15,000个葡萄糖基。分子式可写作(C6H10O5)n，是维管束植物、地植物以及一部分藻类细胞壁的主要成分。醋酸菌的荚膜，以及尾索動物亞門的被囊中也发现有纤维素的存在，棉的种子毛是高纯度（98%）的纤维素。所谓α-纤维素这一名称系指从原来细胞壁的完全纤维素标准样品用17.5%氢氧化钠（NaOH）不能提取的部分。β-纤维素、γ-纤维素是相应于半纤维素的纤维素。其中，α-纤维素通常是由结晶性纤维素所構成,而β-纤维素,γ-纤维素在化学上除含有纤维素以外，还含有各种多醣类。细胞壁的纤维素形成微纤维。宽度为10~30毫微米，长度有的达数微米。应用X线(X光)衍射和负染色法，根据电子显微镜观察，链状分子平行排列的结晶性部分组成宽为3~4毫微米的基本微纤维。推测这些基本微纤维集合起来就构成了微纤维。纤维素能溶于施魏策尔试剂（Schweizer's reagent，將氫氧化銅溶解於濃氨水中而製得）或浓硫酸。虽然不易用酸水解，但是稀酸或纤维素酶可使纤维素生成D-葡萄糖、纤维二糖和寡糖。在醋酸菌中有从UDP葡萄糖引子转移糖苷合成纤维素的酶（cellulose synthase，EC2.4.1.12）。在高等植物中已得到具有同样活性的颗粒性酶的标准样品。此酶通常是利用GDP葡萄糖（cellulose synthase，EC2.4.1.29），在由UDP葡萄糖转移的情况下，发生β-1,3-键的混合。微纤维的形成场所和控制纤维素排列的机制还不太明瞭。另一方面就纤维素的分解而言，估计在初生细胞壁伸展生长时，微纤维的一部分由于纤维素酶的作用而被分解，成为可溶性。
纤维素不溶于水和乙醇、乙醚等有机溶剂，能溶于施魏策尔试剂 Cu(NH3)4(OH)2 和铜乙二胺 (NH2CH2CH2NH2)Cu(OH)2 溶液等。水可使纤维素發生有限溶胀，某些酸、碱和盐的水溶液可渗入纤维结晶区，产生无限溶胀，使纤维素溶解。纤维素加热到约150℃时不发生显著变化，超过这温度会由于脱水而逐渐焦化。纤维素与较浓的无机酸起水解作用生成葡萄糖等，与较浓的苛性鈉溶液作用生成碱纤维素，与强氧化剂作用生成氧化纤维素。

## 來源
纤维素的实验室制法是先用水、有机溶剂处理植物原料，再用氯、亚氯酸盐、二氧化氯、过乙酸去除其中所含的木質素，得到纤维素和半纤维素，然后采用各种方法除去半纤维素，制得纯纤维素。工业制法是用亚硫酸盐溶液或碱溶液蒸煮植物原料，除去木質素，然后经过漂白进一步除去残留木質素，所得漂白浆可用于造纸。

## 作用
全世界用于纺织造纸的纤维素，每年达800万吨。此外，用分离纯化的纤维素做原料，可以制造人造丝，赛璐玢以及硝酸纤维素、醋酸纤维素等酯类衍生物和甲基纤维素、乙基纤维素、羧甲基纤维素等醚类衍生物，用于塑料、炸药、电工及科研器材等方面。纤维素有良好的声学性能，用于制造乐器，如钢琴，提琴。人类膳食中的纤维素主要含于蔬菜和粗加工的谷类中，虽然不能被消化吸收，但有促进肠道蠕动，利于粪便排出等功能。草食动物则依赖其消化道中的共生微生物将纤维素分解，从而得以吸收利用。

## 鉴别
纤维素燃烧无味，生成黑烟，用此法可鉴别人造丝和真丝（蛋白质，燃烧有烧焦羽毛气味）。

## 应用

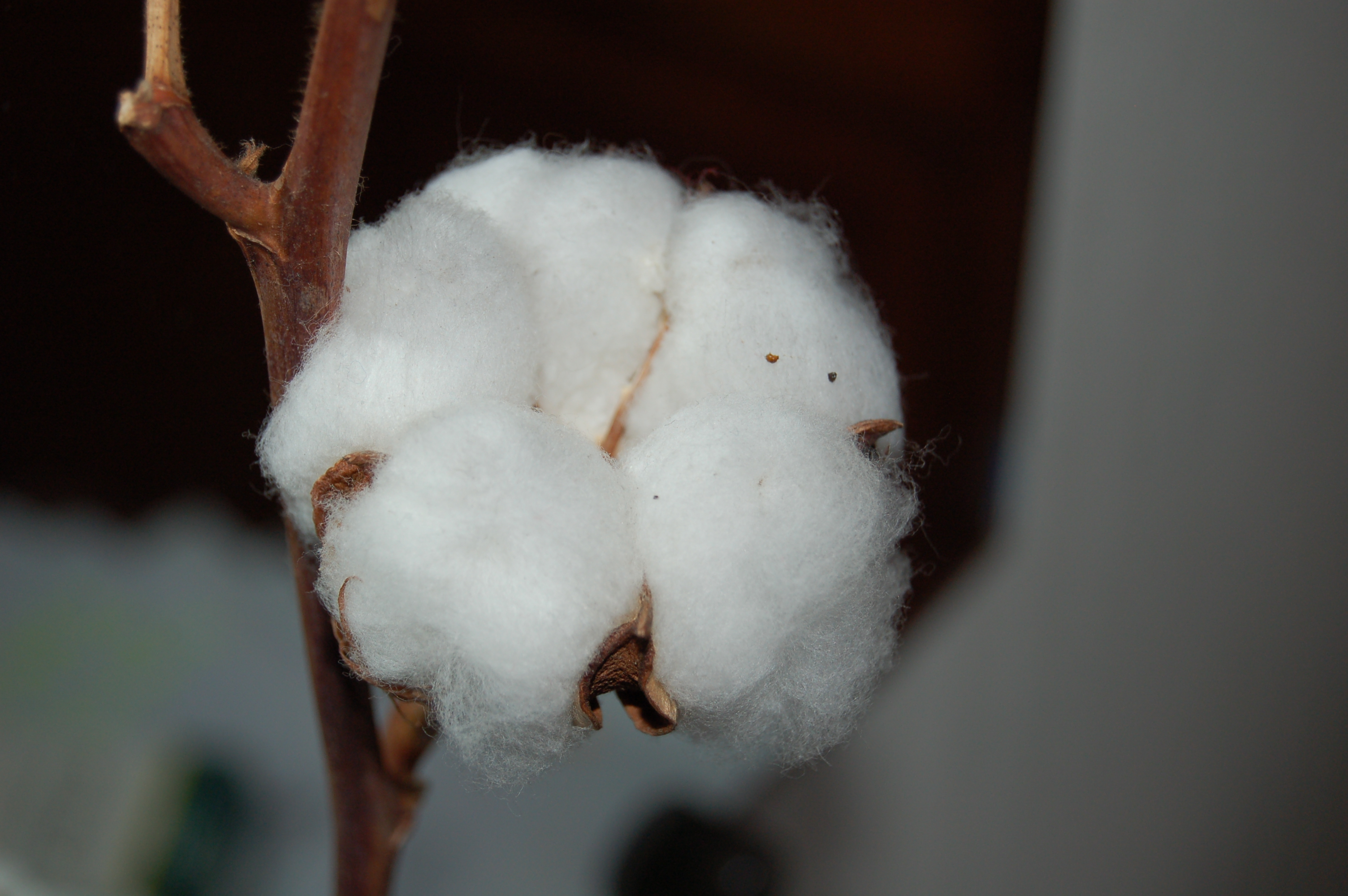
棉花纤维代表最纯净的自然形成的纤维素，含有90%以上的多糖。

用于工业用途的纤维素主要是来自木浆和棉花。硫酸盐制浆法工艺用于从木质素中分离纤维素，木质素是植物物质的另一个重要组成部分。

### 纸制品
纸、纸板和卡纸的主要成分是纤维素。

### 纤维
纤维素是棉、麻和纤维植物制成纺织品的主要成分；其可以变成嫘縈（Rayon，即人造丝），一种20世纪初就开始使用于纺织品的重要纤维。